# بلاك بوماز

بلاك بوماز هما فرقة سول سايكدلي تتكون من المغني إريك بورتون وعازف الغيتار أدريان كويسادا.